# James Malcolm (homme politique)
Pour les articles homonymes, voir James Malcolm et Malcolm.
James Malcolm (14 juillet 1880-6 décembre 1935) est un homme politique canadien de l'Ontario. Il est député fédéral libéral de la circonscription ontarienne de Bruce-Nord de 1921 à 1935. Il est ministre dans le cabinet du premier ministre Mackenzie King.

## Biographie
Né à Kincardine en Ontario, Malcolm naît dans une famille propriétaire d'une compagnie de fourniture à Kincardine. Avec son frère, il s'engage dans la compagnie et en devient le président.
Son père, Andrew Malcolm (en), est député de Bruce-Centre (en) à l'Assemblée législative de l'Ontario de 1898 à 1902.

## Politique
Élu à la Chambre des communes du Canada en 1921, il est réélu en 1925, 1926 et en 1930.
De 1926 à 1930, il entre au conseil des ministres à titre de ministre du Commerce dans le cabinet de Mackenzie King.

## Postérité
Malcolm est le premier canadien à effectuer un appel téléphonique via le Trans-Atlantic en 1928 en délivrant un discours à partir d'Ottawa pour l'Exposition de l'Empire britannique de Cardiff dans le Pays de Galles.
En 1923, Malcolm fait l'acquisition d'un vaste manoir à Kincardine. L'immeuble est toujours en place et maintenant une résidence pour retraité portant le nom de Malcolm Place en son honneur.

## Archives
Le fonds James Malcolm est disponible à Bibliothèque et Archives Canada.